# Правительница гардеробной
Правительница гардеробной (англ. Mistress of the Robes) — старшая придворная дама при британском королевском дворе, которая по предварительной записи должна была присутствовать при королеве (будь то правящая королева или королева-консорт). Вдовствующая королева сохраняла за собой своих правительниц гардеробной. (В XVIII веке у принцесс Уэльских тоже была правительница гардеробной).
Первоначально ответственная за одежду и украшения королевы (как следует из названия), в последнее время на должность держателя этого поста легла ответственность за организацию графика присутствия фрейлин королевы, а также сама присутствовала на более официальных делах и выполняла обязанности на государственных церемониях. В течение XVII и XVIII веков эта роль часто совпадала с ролью первой леди опочивальни или заменялась ею. В новое время правительница гардеробной почти всегда была герцогиня.
В прошлом, когда королева была правящей королевой, правительница гардеробной была политическим назначением, которое менялось вместе с правительством. Однако после смерти королевы Виктории в 1901 году этого не произошло, а у королевы Елизаветы II за более чем семьдесят лет правления было всего две правительницы гардеробной.
Со времени вступления на престол короля Карла III не было объявлено о назначении правительницы гардеробной. В ноябре 2022 года было объявлено, что королева Камилла положит конец традиции иметь фрейлин. Вместо этого ей будут помогать «компаньоны королевы», их роль будет неформальной, и они не будут участвовать в таких задачах, как ответы на письма или составление расписаний.

## Правительница гардеробной Марии I в 1553—1558 годах
- 1553—1558: Сьюзан Кларансьё[3].

## Правительница гардеробной Елизаветы I в 1558—1603 годах
- 1559/1562—1603: Дороти, леди Стаффорд[англ.][3].

## Правительница гардеробной Анны Датской в 1603—1619 годах
- 1603—1619: Одри (Этельдреда), леди Уолсингем[4].

## Правительница гардеробной Генриетты Марии Французской в 1625—1669 годах
- 1626—1652: Сьюзан Филдинг, графиня Денби[4] (также называемая первая леди опочивальни)[5];
- 1653—1669: Элизабет Филдинг Бойл, графиня Гилфорд[4].

## Правительница гардеробной Екатерины Брагансской в 1662—1692 годах
- 1660—1692: должность вакантна, заменена первой леди опочивальни.

## Правительница гардеробной Марии Моденской в 1673—1688 годах
- 1673—1688: должность вакантна, заменена первой леди опочивальни.

## Правительница гардеробной Марии II в 1688—1694 годах
- 1688—1694: леди Элизабет Батлер, графиня Дерби.

## Правительница гардеробной Анны, королевы Великобритании, в 1704—1714 годах
- 1704—1711: Сара Черчилль, герцогиня Мальборо[6];
- 1711—1714: Элизабет Сеймур, герцогиня Сомерсет[7].

## Правительница гардеробной Каролины Ансбахской в 1714—1737 годах
- 1714—1717: Диана Боклерк, герцогиня Сент-Олбанс[англ.][8];
- 1717—1723: Возможно, вакантно;
- 1723—1731: Элизабет Саквилл, герцогиня Дорсет[англ.][9]:
- 1731—1735: Генриетта Ховард, графиня Саффолк (вдовствующая графиня Саффолк с 1733)[10];
- 1735—1737: должность вакантна[10];

## Правительница гардеробной Августе Саксен-Готской в 1736—1763 годах
- 1736—1745: леди Арчибальд Гамильтон[10];
- 1745—1747: Должность вакантна[10];
- 1747—1763: Грейс Саквилл, графиня Миддлсекс[10].

## Правительница гардеробной Шарлотты Мекленбург-Стрелицкой в 1761—1818 годах
- 1761—1793: Мэри Берти, герцогиня Анкастер и Кестевен (вдовствующая герцогиня Анкастер и Кестивен с 1778)[10];
- 1793—1818: Элизабет Тинн, маркиза Бат (вдовствующая маркиза Бат с 1796)[10].

## Правительница гардеробной Каролины Брауншвейгской в 1795—1821 годах
- 1795—1808: Энн Таунсенд, маркиза Таунсенд[англ.];
- 1808—1817: Кэтрин Дуглас, баронесса Гленберви;
- 1817—1821: Возможно, вакантно.

## Правительница гардеробной Аделаиды Саксен-Майнингенской, 1830—1837 годах
- 1830—1837: Кэтрин Осборн, герцогиня Лидс[10]:
- 1830: Элизабет Гордон, герцогиня Гордон.

## Правительница гардеробной королевы Виктории в 1837—1901 годах
- 1837—1841: Гарриет Сазерленд-Левесон-Гоуэр, герцогиня Сазерленд[11];
- 1841—1846: Шарлотта Монтегю-Дуглас-Скотт, герцогиня Баклю и Куинсберри[12];
- 1846—1852: Гарриет Сазерленд-Левесон-Гоуэр, герцогиня Сазерленд[13];
- 1852—1853: Энн Мюррей, герцогиня Атолл[14];
- 1853—1858: Гарриет Сазерленд-Левесон-Гоуэр, герцогиня Сазерленд[15];
- 1858—1859: Луиза Монтегю, герцогиня Манчестер[16];
- 1859—1861: Гарриет Сазерленд-Левесон-Гоуэр, герцогиня Сазерленд[17]
- 1861—1868: Элизабет Уэлсли, герцогиня Веллингтон[18];
- 1868—1870: Элизабет Кэмпбелл, герцогиня Аргайл[19];
- 1870—1874: Энн Сазерленд-Левесон-Гоуэр, герцогиня Сазерленд[20];
- 1874—1880: Элизабет Уэлсли, герцогиня Веллингтон[21];
- 1880—1883: Элизабет Рассел, герцогиня Бедфорд[22];
- 1883—1885: Энн Иннес-Кер, герцогиня Роксбург[23];
- 1885—1886: Луиза Монтегю-Дуглас-Скотт, герцогиня Баклю и Куинсберри[24];
- 1886: должность вакантна;
  - Исполняющая обязанности правительницы гардеробной: Элизабет Рассел, герцогиня Бедфорд;
- 1886—1892: Луиза Монтегю Дуглас Скотт, герцогиня Баклю и Куинсберри[25];
- 1892—1895: должность вакантна;
  - Исполняющие обязанности правительницы гардеробной: Энн Иннес-Кер, герцогиня Роксбург и Энн Мюррей, вдовствующая герцогиня Атолл (совместно);
- 1894: должность вакантна;
  - Исполняющие обязанности правительницы гардеробной: Луиза МакДоннелл, графиня Антрим;
- 1895—1901: Луиза Монтегю Дуглас Скотт, герцогиня Баклю и Куинсберри[26].

## Правительница гардеробной Александры Датской в 1901—1925 годах
- 1901—1912: Луиза Монтегю Дуглас Скотт, герцогиня Баклю и Куинсберри[27];
- 1913—1925: Уинифред Кавендиш-Бентинк, герцогиня Портленд[28].

## Правительница гардеробной Марии Текской в 1910—1953 годах
- 1910—1916: Эвелин Кавендиш, герцогиня Девонширская[29];
- 1916—1921: Эйлин Сазерленд-Левесон-Гоуэр, герцогиня Сазерленд[30];
- 1921—1953: Эвелин Кавендиш, герцогиня Девонширская (вдовствующая герцогиня Девонширская с 1938).

## Правительница гардеробной Елизаветы Боуз-Лайон в 1937—2002 годах
- 1937—1964: Хелен Перси, герцогиня Нортумберленд (вдовствующая герцогиня Нортумберленд с 1946)[31];
- 1964—1990: Кэтлин Гамильтон, герцогиня Аберкорн (вдовствующая герцогиня Аберкорн с 1979)[32].
- 1990—2002: Должность вакантна.

## Правительница гардеробной Елизаветы II в 1953—2022 годах
- 1953—1967: Мэри Кавендиш, вдовствующая герцогиня Девонширская[33];
- 1967—2021: Фортуна Фицрой, вдовствующая герцогиня Графтон (графиня Юстон до 1970 года, герцогиня Графтон с 1970 по 2011 год, вдовствующая герцогиня Графтон с 2011 года)[34];
- 2021—2022: должность вакантна.